# Сезар (кінопремія, 1980)
5-та церемонія вручення нагород премії «Сезар» Академії мистецтв та технологій кінематографа за заслуги у царині французького кінематографу за 1979 рік відбулася 2 лютого 1980 року у концертному залі Плейєль (Париж, Франція). 
Церемонія проходила під головуванням Жана Маре, розпорядниками та ведучим виступили П'єр Чернія та Пітер Устинов. Найкращим фільмом визнано стрічку Тесс режисера Романа Полянського.

## Статистика
Фільми, що отримали декілька номінацій:
| Фільм                                      | Номінації |
| ------------------------------------------ | --------- |
| • Тесс / Tess                              | 6         |
| • Дон Жуан / Don Giovanni                  | 4         |
| • Світло жінки / Clair de femme            | 4         |
| • Холодні закуски / Buffet froid           | 4         |
| • Чорна серія / Série noire                | 4         |
| • Виверт / La Dérobade                     | 3         |
| • І… як Ікар / I… comme Icare              | 3         |
| • Сміливіше, біжімо / Courage fuyons       | 3         |
| • Сестри Бронте / Les Sœurs Brontë         | 2         |
| • Гульвіса / Le Cavaleur                   | 2         |
| • Дивна дівчинка / La Drôlesse             | 2         |
| • Парсіфаль Гальский / Perceval le Gallois | 2         |

## Список лауреатів та номінантів
Переможців у кожній з категорій виділено жирним шрифтом та значком ★.
| Найкращий фільм | Найкращий режисер |
| --- | --- |
| ★ «Тесс» / Tess (реж.: Роман Полянський) - «Світло жінки» / Clair de femme (реж.: Коста-Гаврас) - «Дон Жуан» / Don Giovanni (реж.: Джозеф Лоузі) - «І… як Ікар» / I… comme Icare (реж.: Анрі Верней)                                        | ★ Роман Полянський за фільм «Тесс» - Коста-Гаврас — «Світло жінки» - Джозеф Лоузі — «Дон Жуан» - Жак Дуайон — «Дивна дівчинка»                                                                                       |
| Найкращий актор | Найкраща акторка |
| ★ Клод Брассер — «Війна поліцій» (за роль комісара Жака Фуша) - Патрік Девар — «Чорна серія» (за роль Франка Пупара) - Ів Монтан — «Я… як Ікар» (за роль адвоката Анрі Вольне) - Жан Рошфор — «Сміливіше, біжімо» (за роль Мартена Бельома) | ★ Міу-Міу — «Виверт» (за роль Марі) - Настасія Кінські — «Тесс» (за роль Тесс Дарбіфільд) - Домінік Лаффен — «Жінка, що плаче» (за роль Домінік) - Ромі Шнайдер — «Світло жінки» (за роль Лідії)                     |
| Найкращий актор другого плану | Найкраща акторка другого плану |
| ★ Жан Буіз — «Удар головою» (за роль президента Севардьє) - Мішель Омон — «Сміливіше, біжімо» (за роль Френкі) - Бернар Жиродо — «Військовий лікар» (за роль Франсуа) - Бернар Бліє — «Чорна серія» (за роль Степліна)                      | ★ Ніколь Гарсія — «Гульвіса» (за роль Марі-Франс) - Домінік Лаванан — «Сміливіше, біжімо» (за роль Матільди) - Марія Шнайдер — «Виверт» (за роль Малуп) - Міріам Буає — «Чірна серія» (за роль Дженні)               |
| Найкращий сценарист | Найкраща музика |
| ★ «Холодні закуски» — Бертран Бліє - «Дивна дівчинка» — Жак Дуайон - «І… як Ікар» — Анрі Верней, Дідьє Декуан - «Чорна серія» — Ален Корно, Жорж Перек                                                                                      | ★ Жорж Делерю — «Кохання, що втекло» - Владімір Косма — «Виверт» - Енніо Морріконе — «Я… як Ікар» - Філіп Сард — «Тесс»                                                                                              |
| Найкращий оператор | Найкращі декорації |
| ★ Ґіслен Клоке — «Тесс» - Жан Пензер — «Холодні закуски» - Бруно Нюйттен — «Сестри Бронте» - Нестор Альмендрос — «Парсіфаль Гальский» | ★ Александр Тронер — «Дон Жуан» - П'єр Гюффра — «Тесс» - Теобальд Мерісс — «Холодні закуски» - Жак Солньє — «І… як Ікар»                                                                                             |
| Найкращий монтаж | Найкращий звук |
| ★ Реджинальд Бек — «Дон Жуан» - Клодін Мерлен — «Холодні закуски» - Анрі Ланое — «Гульвіса» - Клодін Мерлен — «Сестри Бронте» - Тьєррі Дерокле — «Чорна серія»                                                                              | ★ «Світло жінки» — П'єр Ґаме - «Мартін і Леа» — Ален Лашассань - «Парсіфаль Гальский» — Жан-П'єр Рух - «Повернення до коханої» — П'єр Ленуар                                                                         |
| Найкращий фільм іноземною мовою | Найкращий короткометражний анімаційний фільм |
| ★ США • «Мангеттен» / Manhattan — Вуді Аллен - США • «Апокаліпсис сьогодні» / Apocalypse Now — Френсіс Форд Коппола - США • «Волосся» / Hair — Мілош Форман - ФРН • «Бляшаний барабан» / Die Blechtrommel — Фолькер Шльондорф               | ★ «Завтра дівчинка запізниться до школи» / Demain la petite fille sera en retard à l'école — Мішель Боше - «Синя борода» / Barbe bleue — Олів'є Гільон - «Каламутні свята» / Les troubles fêtes — Бернар Паласіос    |
| Найкращий короткометражний ігровий фільм | Найкращий короткометражний документальний фільм |
| ★ «Собача розмова» / Colloque de chiens — Рауль Руїс - «Котяча ніч» / Nuit féline — Жерар Маркс - «Сибілла» / Sibylle — Робер Каппа | ★ «Маленький П'єр» / Petit Pierre — Еммануель Кло - «Жорж Демені» / Georges Demeny — Жоель Фарж - «Бездоганний скульптор» / Le sculpteur parfait — Рафі Тумайян - «Обладунки» («Арсенал») / Panoplie — Філіп Гошеран |
| Почесний «Сезар» | |
| ★ П'єр Бронберже ★ Луї де Фюнес ★ Кірк Дуглас | |